# Alja Horvat
Alja Horvat, slovenska grafična oblikovalka in ilustratorka, * 1996, Maribor.

## Življenje in delo
Mariborčanka Alja Horvat je absolventka na Naravoslovnotehniški fakulteti v Ljubljani, smer grafično oblikovanje. S slikarstvom se je začela ukvarjati leta 2016. Inspirirajo jo predmeti, razstavljeni v muzejih in lokalih. Njen priljubljeni in prepoznavni motiv upodabljanja so ženske, rože, živali ter tiskani vzorci na blagu, zlasti iz 70. in 80. let 20. stoletja in glasba od 60. let dalje. Svoja dela trži na Instagramu.
Sodeluje s podjetji ban.do, Urban Outfitters in CeliaB idr. Februarja 2019 je v Los Angelesu sodelovala na projektu z ameriškim podjetjem Causebox, ki vsako sezono izda škatlo s skrbno izbranimi okolju prijaznimi produkti. Marca 2019 so s slovensko blagovno znamko za unikatne nogavice Zulu Zion ustvarili omejeno izdajo nogavic in jo predstavili na Pop-Up Shopu (»pojavni trgovini«) v Centru za kreativnost Maribor.
Marca 2020 je postala del "Forbes 30 Under 30 Europe" razreda za Umetnost in kulturo.